# 노르웨이의 국기
노르웨이의 국기는 1821년 7월 13일에 제정되었다. 덴마크의 국기 형태인 붉은색 바탕에 그려진 하얀색 스칸디나비아 십자 안에 남색 스칸디나비아 십자가 그려져 있는 형태를 하고 있다.
가로세로 비율은 22:16이며, 가로 비율은 6:1:2:1:12, 세로 비율은 6:1:2:1:6이다. 
국가 깃발과 해군기, 총리기 , 군기의 비율은 27:16이며, 가로 비율은 6:1:2:1:6:11, 세로 비율은 6:1:2:1:6이다.

## 규격과 색상
노르웨이의 국기 규격과 색상은 다음과 같다.

노르웨이의 국기 규격
노르웨이의 정부기 규격

| 색상 | 빨강                | 남색              | 하양                  |
| ---- | ------------------- | ----------------- | --------------------- |
| 팬톤 | 200 C               | 281 C             | Safe                  |
| RGB  | 186–12–47 (#BA0C2F) | 0–32–91 (#00205B) | 255–255–255 (#FFFFFF) |

## 여러 가지 기

정부기  비율: 27:16
국왕기
왕세자기
함수기

## 옛 국기

노르웨이 세습왕국의 국기 (872년?-1397년)
칼마르 동맹.
덴마크-노르웨이
스웨덴-노르웨이 연합 당시의 기 (1844-1899년)
스웨덴-노르웨이 연합 해군기

## 같이 보기
- 노르웨이의 국장
- 노르웨이의 국가
- 덴마크의 국기
- 스웨덴의 국기